# Pequeña Enciclopedia Soviética
La Pequeña Enciclopedia Soviética (en ruso: Малая советская энциклопедия) fue una enciclopedia tamaño mediano publicada en la Unión Soviética por la editorial de la Enciclopedia Soviética. Sus principales editores fueron Nikolái Mescheryakov (1.ª y 2.ª ediciones) y Borís Vvedenski (3.ª edición).
La enciclopedia se publicó en tres ediciones: 
- Primera edición: Fue publicada entre 1928 y 1931 años con una circulación de 144 mil copias. Consistió en 10 volúmenes con más de 30 mil artículos, en los cuales se prestó la mayor atención a cuestiones de economía y política, así como a la tecnología.[2]
- Segunda edición: Fue lanzada en 11 volúmenes. Entre 1936 y 1941 se imprimieron 10 volúmenes, pero debido al estallido de la Segunda Guerra Mundial, el restante undécimo solo pudo ser publicado en 1947. La circulación ascendió a alrededor de 100 mil copias. Además, los primeros seis volúmenes fueron reimpresos con correcciones y adiciones.[2]
- Tercera edición: Se publicó entre 1958 y 1960. En total, se publicaron 10 volúmenes con una circulación de 290 mil copias. A diferencia de las dos primeras ediciones, en esta el número de artículos fue la mitad (alrededor de 50 mil). En la tercera edición, el tema de los artículos fue el siguiente: alrededor del 50% son de ciencias naturales y tecnología, el 34% son de ciencias sociopolíticas e históricas, y alrededor del 16% son literatura y arte. Más del 10% de los artículos son biográficos e incluían más de 12 mil ilustraciones, muchas de las cuales a color. En 1961 se publicó adicionalmente el índice alfabético para conveniente búsqueda. Más de tres mil autores contribuyeron con esta edición.[3]

## Galería

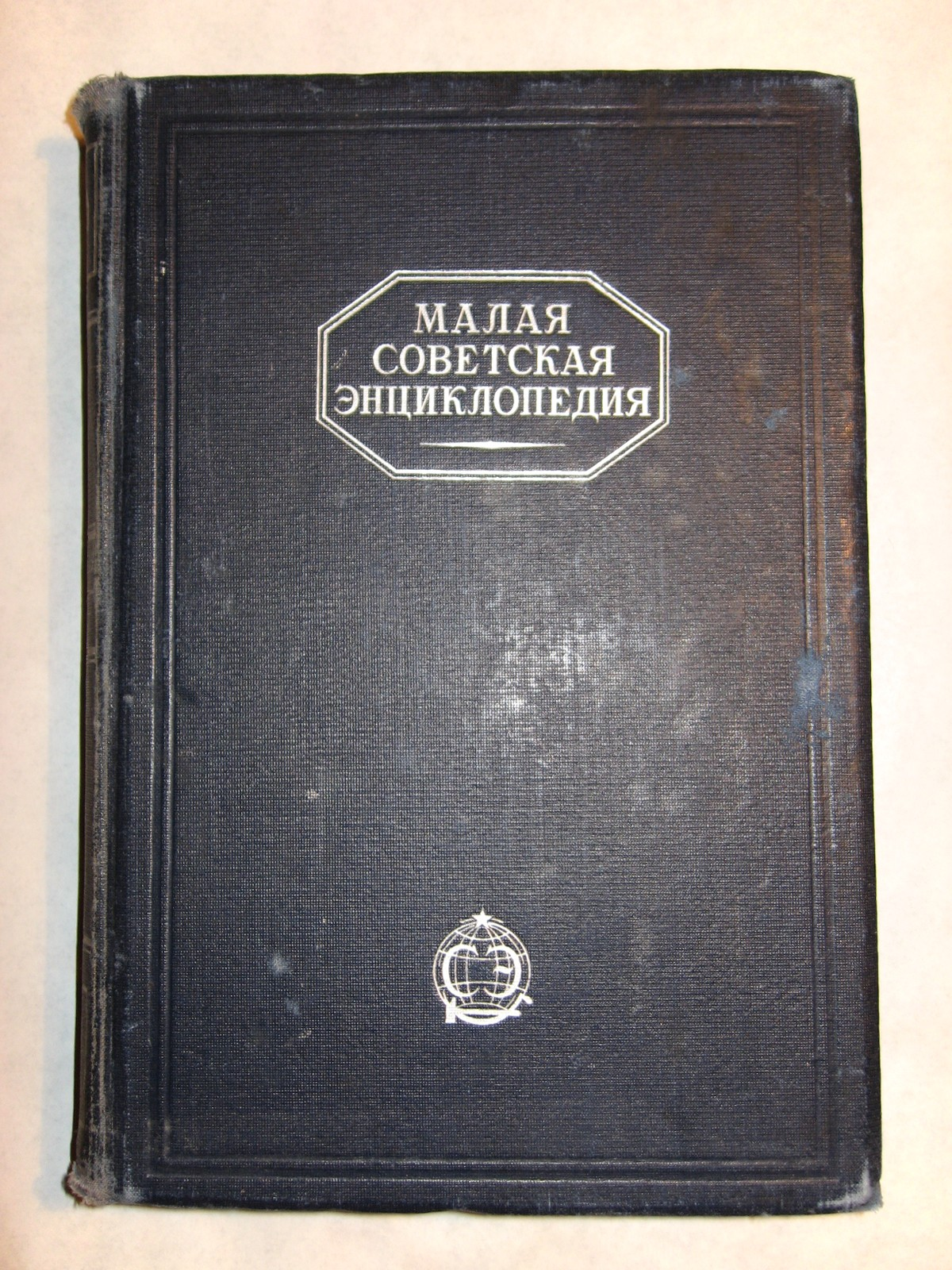
Tapa del libro de la primera edición en 1928
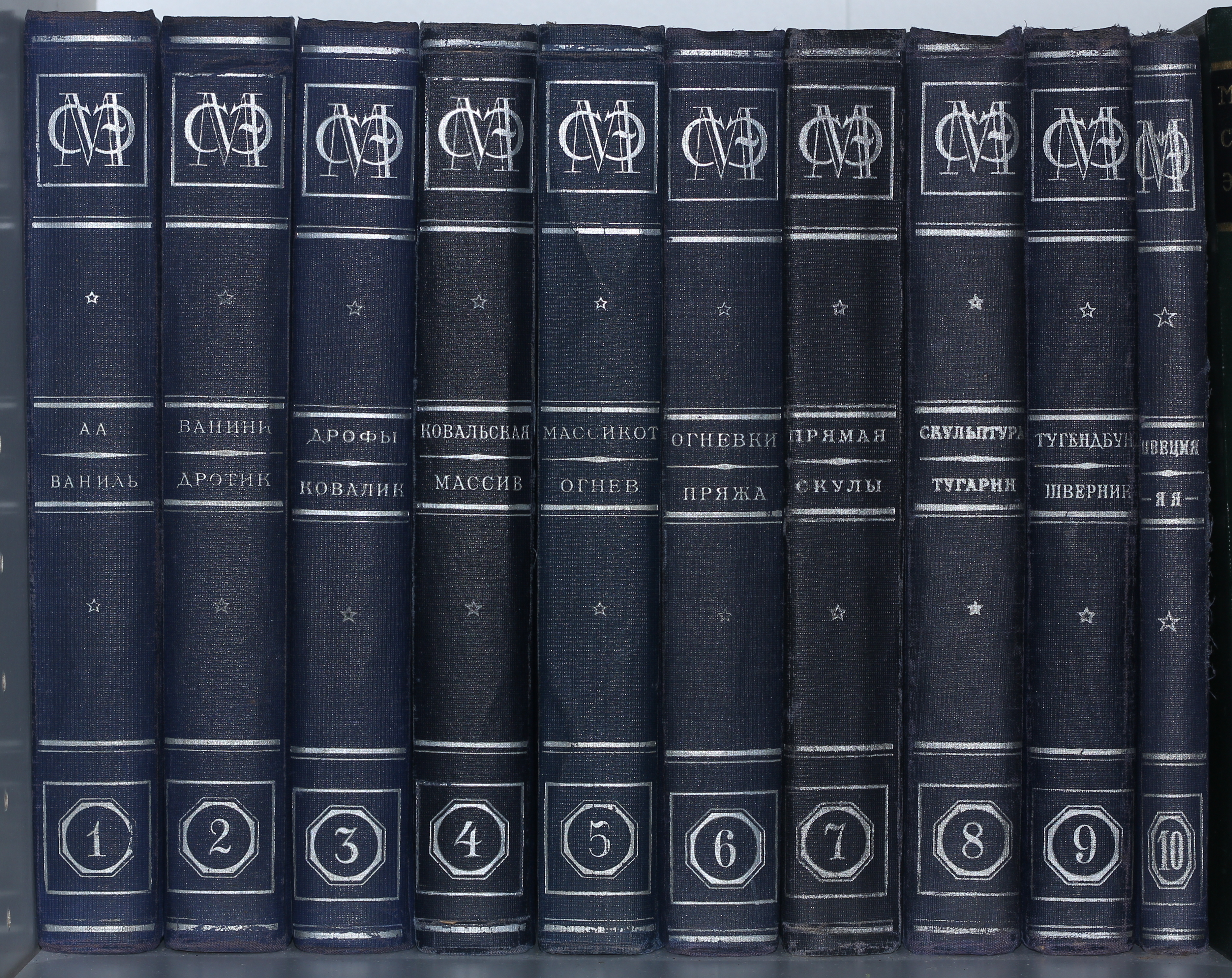
Primera edición de 1928
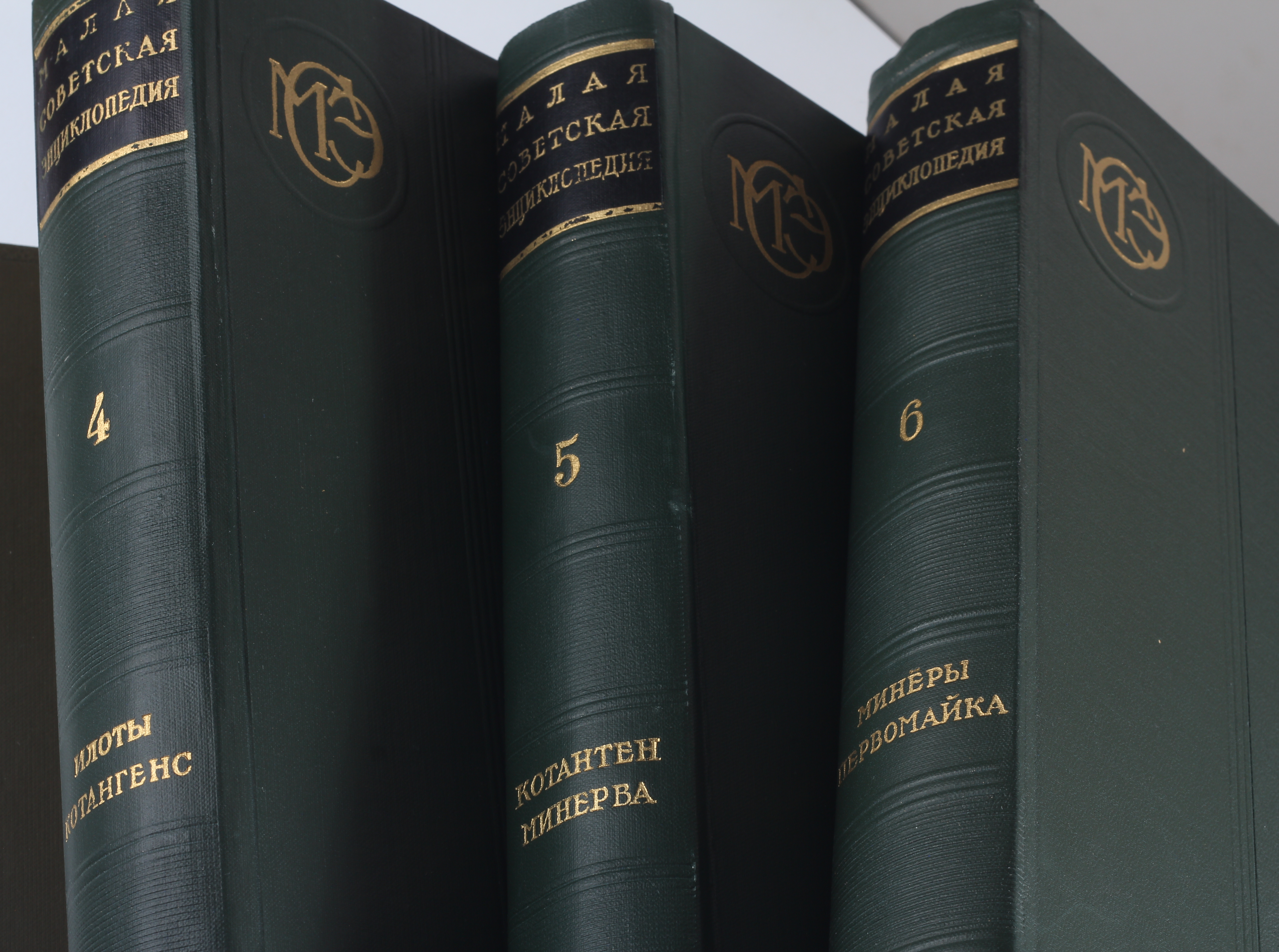
Tercera edición